# World Opponent Network
World Opponent Network (WON або WON.net) — сервіс багатокористувацької для гри, спочатку розроблений Sierra On-Line як Sierra Internet Gaming System (SIGS). Сервери на основі SIGS і WON працювали з 1996 по 2008 рік.
WON використовувався в таких іграх, як Homeworld, Half-Life, Outpost 2, Star Trek: Armada, Soldier of Fortune і Dark Reign 2, безкоштовних іграх Silencer і ARC, а також у серії казино, карткових і настільних ігор Hoyle .

## Історія
SIGS працював з кінця 1996 до листопада 1997 року і на той час був вбудований у близько 20 продуктів Sierra. 18 листопада 1997, після того, як Sierra була придбана CUC International, CUC оголосила, що з 1 грудня 1997 року вони перейменують SIGS на WON. 8 грудня 1997 було запущено відкриту бета-версію нового сайту WON. WON вийшов з бета-версії та був офіційно запущений 13 квітня 1998 року.
Очевидно, намагаючись підвищити обізнаність про WON серед стандартних клієнтів, наприкінці 1997 року Sierra випустила серію On-Line Games: Collection Series, яка містила 12 онлайн ігор (9 ігор із підтримкою WON, 2 браузерні гри WON.net, а також The Realm).
2 вересня 1998 року WON оголосив про досягнення 750 000 користувачів. Всього через 6 місяців, у березні 1999 року, WON стверджував, що подвоїв своїх користувачів до 1,5 мільйона, а тепер залучив 1 % аудиторії WWW у лютому 1999 року, помістивши їх у 500 найкращих веб-сайтів і 10 найкращих ігрових сайтів.

Інтерфейс WON.net в Counter-Strike

WON уклав кілька партнерських угод з важливими третіми сторонами, щоб стати сервісом для багатьох розробників/видавців. 27 травня 1997 року Sierra оголосила про угоду з Valve щодо видання та розповсюдження Half-Life, яка потрапила до WON, коли нарешті вийшла в листопаді 1998 року. 27 травня 1998 року WON оголосила про угоду з GT Interactive і Epic MegaGames, щоб перенести Unreal на WON. 7 вересня 1999 року WON.net оголосив про угоду з Activision про передачу кількох їх багатокористувацьких ігор, зокрема Soldier of Fortune, на WON.net.
У серпні 1999 року, після того, як Sierra була придбана Havas, Havas зробила WON.net власним суб'єктом. У вересні 1999 року WON.net оголосив про плани вийти в Європу. WON.net був запущений у Франції, Німеччині та Великобританії 17 лютого 2000 року.
29 березня 2000 року Havas придбала PrizeCentral.com і об'єднала його з WON.net, оголосила про створення нового сайту під назвою Flipside.com і фактично закінчила існування сайту WON.net у вигляді, в якому він був відомий. Незважаючи на це, WON.net продовжував існувати в різних формах (в основному для ігор з підтримкою WON, за винятком ігор Hoyle), в тому числі на деякий час став action.WON.net.Навіть коли головні сторінки продовжували змінюватись для ігор з підтримкою WON, багато багатокористувацьких серверів WON продовжували працювати, навіть додавши кілька нових ігор. Останньою запущеною грою з підтримкою WON (не багатокористувацькою, але з елементами онлайну) була Caesar IV у вересні 2006 року.
Тим часом, у 2001 році Valve (яка мала видавничу та дистрибуторську угоду з Sierra) таємно працювала над власним конкуруючим сервісом Steam. Sierra та Vivendi Universal (нинішній власник Sierra та WON.net) дізналися про це лише в березні 2002 року, коли Valve оголосила про випуск бета-версії Steam на GDC 2002. Це лише поглибило існуючий розкол між Sierra та Valve. Невдовзі після виходу бета-версії Steam усі ігри Valve, що підтримували WON (Half-Life та модифікації до неї), були пропатчені для запуску у Steam. Valve закрила останні сервери WON 31 липня 2004 року.
Також у 2001 році Raven Software перенесла свою популярну гру Soldier of Fortune з WON.net на GameSpy.
Багато з давніх ігор Sierra були закриті 16 серпня 2007 року. Останні сервери WON Sierra та Activision (зараз належать Activision та Vivendi Games) були закриті 1 листопада 2008 року.

## Спадок
Хоча деякі з ігор, що підтримували WON, перейшли на інші онлайн-платформи після WON, більшість з приблизно 100 ігор (залежно від того, як рахувати доповнення та ігри Holye) залишилися недоступними відтоді, як офіційні сервери WON було закрито. Однак було зроблено кілька незалежних зусиль, щоб повернути деякі з покинутих ігор в онлайн.

### WON2
WON2 (раніше No-WON і PlanetWON2.com) — це некомерційний але пропрієтарний проєкт, започаткований командою розробників Steamless CS у 2003 році. WON2 підтримує, в першу чергу, pre-Steam версії Half-Life та модифікації до неї. WON2 виник з неприязні до того, як ігри працюють у Steam у порівнянні з WON.Хоча проєкт розпочався з Steamless-порту Counter-Strike 1.6, він проіснував так довго тому, що Steam змушує гравців Counter-Strike запускати версію 1.6, тоді як деякі гравці вважали, що версія 1.5 була кращою. Наприклад, з 60 поточних серверів онлайн (квітень 2023 року), 56 з них працюють на Counter-Strike 1.5 (3 — на Half-Life і 1 — на Team Fortress).
Хоча WON2 мав заявлену мету «зосередитися на інших колишніх іграх WON» (окрім Half-Life), єдиною іншою грою, яка, як відомо, привернула певну увагу команди проєкту, є Silencer, але вона так і не була запущена. Стверджувалось, що WON2 досяг свого піку популярності між 2005 і 2010 роками, маючи понад 1 000 серверів і до 10 000 гравців одночасно. Станом на квітень 2023 року WON2 все ще працює з приблизно 400 сотнями гравців у години пік, а більшість серверів розміщено в Китаї. Хоча більшість веб-сайтів WON2 і Steamless CS Project все ще активні, форум проекту не працює принаймні з серпня 2016 року
Додатковий проєкт WON2 називається «Counter-Strike Beta 6.1», який використовує активи WON2 для запуску ще давніших версій Counter-Strike. Станом на квітень 2023року в мережі було 11 серверів для бета-версії 6.1 і 1 сервер для бета-версії 5.2.

### NeuWon і NuWON
NuWON.Net (раніше NeuWon.com, 2014—2018) був ще одним некомерційним але пропрієтарним проєктом, покликаним відродити багатокористувацькі ігри WON. Метою NuWON була підтримка всіх колишніх ігор WON, а не тільки серії Half-Life. У 2014 році NeuWon з'явився з проєкту WON 2012 року на Google Code від члена команди Steamless CS, що створила WON2. Офіційний запуск NeuWon відбувся 13 березня 2016 року. Станом на травень 2021 року NuWON налічував 21 підтримувану гру (не враховуючи модифікації для Half-Life) та ще 8 ігор, які потребували тестування. Останнє повідомлення від розробника NuWON з'явилося в грудні 2021 року (про роботу над переходом на Linux), а сам сайт припинив своє існування у 2022 році.

### NeoEE
NeoEE з'явився з того ж проєкту WON 2012 року на Google Code, що і NeuWon. NeoEE випустила сервер із повністю робочим лобі у 2013 році. NeoEE підтримує Empire Earth та її розширення The Art of Conquest (AOC).